# 試製二型機関短銃
試製二型機関短銃（しせいにがたきかんたんじゅう）は、第二次世界大戦中に日本で試作された短機関銃である。

## 開発の経緯

### 南部式短機関銃の開発
日本の銃器設計家である南部麒次郎は、短機関銃の試作として南部式機関短銃一号、南部式機関短銃二号を開発した。
2種類の試作品は基本構造こそ同一であるものの、外見は全く別のものであった。南部式機関短銃一号は銃把と銃床が分離した形だったのに対し、南部式機関短銃二号は銃把と銃床が一体化した形となっている。実射試験では、モーゼル・シュネルフォイヤーの腔線転度（ライフリング・ピッチ）や薬室をコピーしたものも作られた。
- 南部式機関短銃一号 主要条件
  - （弾倉除く）本体重量3,000g以下
  - 試製九五式実包（6.5mm）の使用
  - 装弾数30発以上
  - 距離700mの防寒服を着た兵士を殺傷できる能力

- 南部式機関短銃二号 主要条件
  - 本体重量2,000g以下
  - 8mm南部弾の使用
  - 装弾数50発以上
  - 発射速度500ないし600発/分
  - 単発/連発/安全装置の設置
  - 連発において、反動が現制小銃より小さいこと
  - 負銃を考慮して、銃の右側には突起部を設けないこと
  - 距離500mの防寒服を着た兵士を殺傷できる能力

後に南部式機関短銃二号を試製九五式実包を使用するように改良した試製一型機関短銃が開発される。これが日本軍初の正式採用機関短銃である一〇〇式機関短銃の開発へと繋がっていった。

### 試製二型（二型改）機関短銃の開発
試製二型機関短銃は南部式機関短銃二号をベースに、銃剣を取り付けるための着剣装置が追加され、銃身の放熱性能を高めるためバレルジャケットに溝を切るなどの改良を施したものである。
二型は、まず、試製九五式実包という、三八式小銃弾を短くしたいわゆるクルツ弾仕様で、試作された。しかし威力がありすぎたため、拳銃弾仕様に改造されたものが二型改である。
さらに、南部式機関短銃二号で使われていた装弾数50発の弾倉は大きすぎて使い勝手が悪く、また装弾に時間が掛かるという問題があったため、装弾数30発の短いものに変えられた。
しかし、この試製二型（正確には二型改）機関短銃は制式採用に到らず、審査後はまったく日の目を見ることがなかった。これは当時の陸軍上層部では機関短銃の有効性を認めていなかった為である。
機関短銃は拳銃や小銃などに比べ弾薬の使用量が多く、当時の限られた生産力の中では補給に不安があった。また、九六式軽機関銃や九九式軽機関銃などの優れた軽機関銃を有していた日本陸軍では射程や命中精度で劣る機関短銃に価値を見出せなかったとも言われる。

## 特徴
南部式機関短銃二号を踏襲した形状で、銃把と銃床が一体化し銃爪（トリガー）は木製の部分をくりぬいた独特の形状をしている。銃爪の前に切換装置（セレクターレバー）があり、後部にエアバッファーレバーがある。切替装置は連（連発）/單（単発）/安（安全装置）となっている。エアバッファーレバーは速度切換え栓を挿入または引き出すことにより空気流入を調節し、連射速度を可変させることができる。そして、トリガーの前方に装弾数30発のバナナ型弾倉を取り付けるようになっている。銃剣を固定するため、下部に着剣装置と、銃身のようにも見える突起した部分がある。

## その後

### 試製二型機関短銃改良車載型
試製二型機関短銃が日の目を見たのは第二次世界大戦末期だった。陸軍では戦車兵などの自衛用兵器として機関短銃を採用しようと考え、一〇〇式機関短銃よりも小型であった試製二型機関短銃に目を付けた
。
そうして、全長を縮小し、銃身基部や銃床などをスチール板で補強したものが試製二型機関短銃改良車載型として開発された。
この試製二型機関短銃改良車載型はいくつかのバリエーションがあり、フロントサイトが簡略化され、バレルジャケットの溝や銃床の形状が違うものがある。
記録上、試製二型機関短銃改良車載型は正式採用される前に終戦を迎えてしまった。しかし実際には、大戦末期には兵器の不足を補うために試作兵器も多く使用されていた。試製二型機関短銃改良車載型も、沖縄戦において日本軍の壕から発見されている

。その試製二型機関短銃改良車載型は小倉陸軍造兵廠で吉田智準が中心になって製作したもので、四四式騎銃と同じ折り畳み式銃剣が取り付けられていた。
また、英領インド帝国に駐留するイギリス軍によって回収された物も存在し、第二次世界大戦終結後の1946年には本銃についての報告書が作成されている。

### 朝鮮戦争

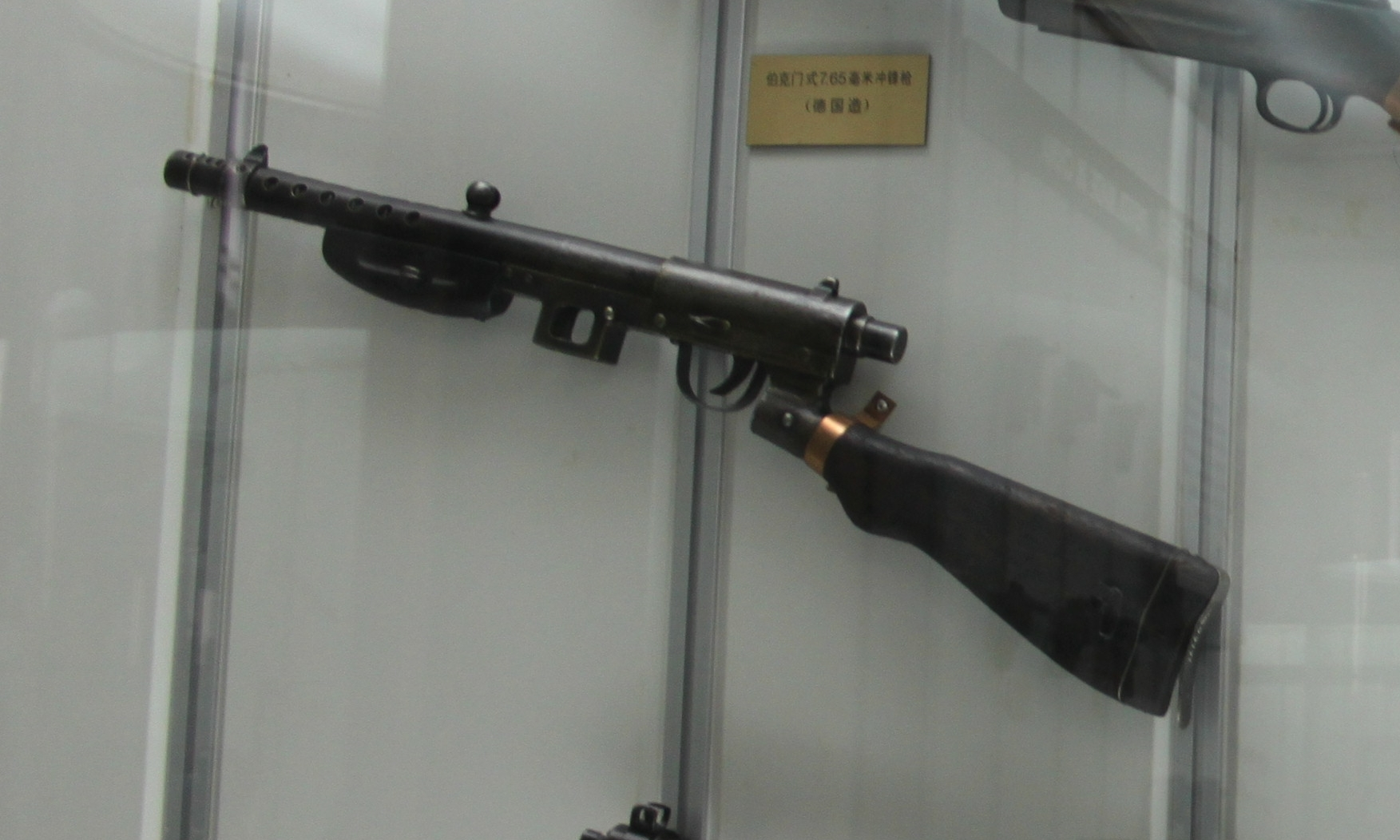
Mukden Type2

当の日本軍には冷遇された試製二型機関短銃であったが、大戦終結後に思わぬ形で再び姿を現した。
朝鮮戦争において、アメリカ軍が朝鮮人民軍から鹵獲した兵器の中に、試製二型機関短銃に酷似した銃（「Mukden Arsenal Type II」）があった。大戦後に中国（満州の「Mukden Arsenal」＝「奉天造兵所」）で製造されたものとみられ、わずかな差はあれども、バレルジャケットごと銃身が後退し、後方にエアバッファーがあるなど、機構に到るまで試製二型機関短銃に酷似していた。使用弾薬は.45ACP弾にボアアップされ、銃口にマズルブレーキが追加、サイトや銃床などは簡略化され、全体的に粗悪なものになっていた。調査したアメリカ軍はこれが試製二型機関短銃のコピーされた物である可能性が非常に高いとしている。

## 名称について
最近まで『試製二式短機関銃』という誤った名称で呼ばれていた。
『二型』という名称はしばしば『二式』と間違えられることがある。『式』は、その装備が制式採用された年を皇紀の年号下二桁で示すものである。一方、ここでいう『二型』は『試作段階の二号機』の意味である。日本軍では試製銃を試験する際に各銃の識別のため、略式名をストックに白文字で記す慣習があり、この銃の銃床には『試2型』という白のペイントが施されていた
。
また、いわゆるサブマシンガンという言葉を今日ではよく短機関銃と訳すが、当時の日本陸軍では機関短銃という訳を当てていた
。
よって、『二型短機関銃』という表記も厳密には間違いである。

## 登場作品
漫画
- 『フー・ファイター』（滝沢聖峰） ISBN 4-499-22763-1

ゲーム
- 『Enlisted』（太平洋戦争キャンペーンでレベル25に達成することで獲得できる）